# Alois Kalábek
Alois Kalábek (1906 – 24. února 1950 Olomouc) byl český podnikatel. V roce 1949 byl dopaden při pokusu uprchnout z Československa, přičemž po dopadení byl při pokusu o vzpouru v prostějovské věznici v únoru 1950 natolik zbit jedním z dozorců, že krátce po převozu do vazební věznice v Olomouci zemřel.

## Životopis
Narodil se v roce 1906. Pocházel z chudé rodiny, dětství prožil v obci Hostěnice na Vyškovsku. V mládí se přestěhoval do Prostějova, kde nejdříve působil jako prodavač v železářství. V obci Rousínov se zároveň vyučil na obchodníka.
Přibližně v roce 1936 se rozhodl začít sám podnikat a v Prostějově si otevřel vlastní železářství. Svůj podnik pojmenoval Velkoobchod zbožím železářským Alois Kalábek. Po únorovém převratu byl v lednu 1949 jeho obchod znárodněn. Do práce tak dojížděl do Zlína (tehdy Gottwaldova), kde pracoval u firmy Kovomat.

### Pokus o emigraci a zatčení
Se svojí ženou měl dvě děti, syna Jiřího a dceru. V roce 1949 bylo jeho synovi Jiřímu sděleno, že ani přes maturitní vysvědčení z Obchodní akademie s vyznamenáním mu nebude doporučeno přijetí na žádnou vysokou školu. Krátce poté tak Jiří uprchl do Rakouska. V listopadu 1949 se pro stejný krok rozhodl i Alois. Při snaze překročit státní hranici byl pohraniční stráží nicméně dopaden. Pouhý den po Aloisově zatčení bylo jeho ženě sděleno, že se nejpozději do týdne musí vystěhovat z nájemního bytu. Tehdejší předseda Městského národního výboru jí měl sdělit, že nábytek, který nemá kam dát, může na dvoře třeba zapálit. Rodině byl zabaven také osobní automobil a prakticky veškerý další majetek. Rodině nakonec pomohl bývalý zákazník železářství, který rodinu ubytoval na svém statku v Drozdovicích.

### Smrt
Během pobytu v prostějovské vazební věznici se měl spolu s dalšími spoluvězni Kalábek pokusit o vzpouru. Ta nicméně selhala a Kalábek, který byl z vězňů nejstarší, byl určen jako vůdce vzpoury. Jeden z dozorců v prostějovské vazební věznici Emil Dobrý jej poté zbil do bezvědomí. Z Prostějova byl sice ještě převezen do olomoucké vazební věznice, tam byl ale ráno 24. února 1950 nalezen mrtvý.
Syn Jiří později žil ve Spojených státech amerických, odkud rodině posílal dopisy a peníze. Přislušníci Státní bezpečnosti však veškeré dopisy zadržela a rodině nikdy nepředala, nalezeny byly až později v archivech Státní bezpečnosti. Zbytek rodiny se se synem Jiřím setkal až po sametové revoluci v roce 1990.
Dozorce Emil Dobrý za zabití Kalábka nebyl nikdy souzen. Rodina se snažila o Kalábkovu rehabilitaci v roce 1968, ale neúspěšně. Po sametové revoluci bylo soudní líčení s dozorcem Dobrým opakovaně odkládáno kvůli Dobrého údajně špatnému zdravotnímu stavu. Závažnost jeho zdravotního stavu nicméně byla zpochybněna. Krátce nato Dobrý zemřel.
V roce 2022 byla v jeho původním bydlišti instalována pamětní deska.